# Lago Schwieloch
El lago Schwieloch (en alemán: Schwielochsee) es un lago situado al sureste de la ciudad de Berlín, en el distrito rural de Dahme-Bosque del Spree, en el estado de Brandeburgo (Alemania), a una elevación de 29.5 metros; tiene un área de 13.3 km².
El lago está atravesado por el río Spree, el mismo que fluye a través de Berlín.